# SN 2009dn
SN 2009dn – supernowa odkryta 12 kwietnia 2009 roku w galaktyce PGC0035993. W momencie odkrycia miała maksymalną jasność 17,50m.